# أليوزيو لاغي
أليوزيو لاغي (بالبرتغالية: Aluizio Lage‏) (مواليد 11 مارس 1919) هو سبّاح برازيلي، مثّل بلاده في الألعاب الأولمبية الصيفية 1936.

## روابط خارجية
أليوزيو لاغي على موقع الاتحاد الدولي للسباحة (الإنجليزية)
- أليوزيو لاغي على موقع أوليمبيديا (الإنجليزية)